# Урхейлупуисто (станция метро)
Урхейлупуисто (фин. Urheilupuisto) или по-шведски Идроттпаркен (швед. Idrottparken) — одна из восьми станций Хельсинкского метрополитена, открытая 18 ноября 2017 года. Располагается на района Тапиола в г. Эспоо, расположена между станциями Тапиола до которой 1,3 км и Ниттюкумпу до которой 1,1 км.
Глубина заложения 27 метров, с одним единственным западным выходом на улицу Койву-Манккаантие (фин. Koivu-Mankkaantie). Планируется что пассажиропоток станций будет 10000 человек.
Изначально планировалось, что станция будет иметь только один вход с западной стороны здания, но, учитывая отзывы пассажиров, вход был построен с восточной стороны и открыт 29 февраля 2020 года.